# آلساندرو بیسولتی
آلساندرو بیسولتی (ایتالیایی: Alessandro Bisolti؛ زادهٔ ۷ مارس ۱۹۸۵) دوچرخه‌سوار اهل ایتالیا است.

## باشگاهی
از باشگاه‌هایی که در آن رکاب زده‌است می‌توان به نیپو–وینی فانتینی، باردیانی–سی‌اس‌اف، و ویلیر تریستینا–سله ایتالیا اشاره کرد.